# Anomalia Sud Atlantică

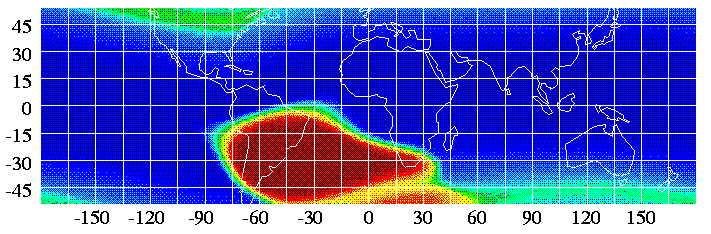
Anomalia la o altitudine de aproximativ 560 kilometri

Anomalia din Atlanticul de Sud sau  Anomalia Sud-Atlantică este o zonă în care centura de radiații Van Allen se apropie cel mai mult de suprafața Pământului, scufundându-se până la o altitudine de 200 kilometri (120 mi). Acest lucru conduce la un flux crescut de particule energetice în această regiune și expune orbitele sateliților la niveluri mai mari decât cele obișnuite de radiații. 
Efectul este cauzat de neconcentricitatea Pământului și a dipolului său magnetic. Anomalia Sud Atlantică este regiunea cea mai apropiată de Pământ unde câmpul magnetic al Pământului este cel mai slab față de un câmp dipol ideal centrat pe Pământ.

## Definiție
Zona Anomaliei Sud Atlantice este limitată de intensitatea câmpului magnetic al Pământului la mai puțin de 32.000 de nanotezla la nivelul mării  ceea ce corespunde câmpului magnetic dipolar la altitudinile ionosferice .  Cu toate acestea, câmpul în sine variază în intensitate ca un gradient.  :Figure 1

## Poziție și formă

O vedere transversală a centurilor de radiație Van Allen, care marchează punctul în care apare anomalia din Atlanticul de Sud

Centurile de radiație Van Allen sunt simetrice în ceea ce privește axa magnetică a Pământului, care este înclinată în raport cu axa de rotație a Pământului cu un unghi de aproximativ 11 °. Intersecția dintre axele magnetice și cele de rotație ale Pământului nu este localizată în centrul Pământului, ci între 450 la 500 kilometri (280 la 310 mi)     mai departe. Datorită acestei asimetrii, centura interioară Van Allen este cea mai apropiată de suprafața Pământului peste sudul Oceanului Atlantic, unde  ajunge până la 200 kilometri (120 mi)  altitudine și  este cel mai îndepărtat de suprafața Pământului peste Oceanul Pacific de Nord.  
 Dacă magnetismul Pământului este reprezentat de un magnet sub formă de bară de dimensiuni mici, dar cu o intensitate puternică (" dipol magnetic "), variația anomaliei poate fi ilustrată prin plasarea magnetului nu în planul Ecuatorului, dar puțin mai spre nord, deplasându-se mai mult sau mai puțin în direcția Singapore. Drept urmare, în nordul Americii de Sud și în Atlanticul de Sud, lângă punctul antipodal al Singapore, câmpul magnetic este relativ slab, ducând la o repulsie mai redusă al particulelor capturate de centura de radiațiii și, prin urmare, aceste particule ajung mai adânc în zona superioară a atmosferei. 
Forma Anomaliei Sud Atlantice se modifică în timp. De la descoperirea sa inițială din 1958 , limitele sudice au rămas aproximativ constante, în timp ce o expansiune pe termen lung a fost măsurată în nord-vest, nord, nord-est și est. În plus, forma și densitatea particulelor ASA variază pe o bază diurnă, densitatea cea mai mare a particulelor corespunzând aproximativ amiezeai locale. La o altitudine de aproximativ 500 kilometri (310 mi), Anomalia Sud Atlantică se întinde de la −50° la 0° latitudine geografică și de −90° la +40° longitudine.  Porțiunea cu cea mai mare intensitate a anomaliei se deplasează spre vest cu o viteză de aproximativ 0,3 ° pe an și se poate observa în referințele de mai jos. Rata de deviație a anomaliei este foarte apropiată de diferența de rotație dintre miezul Pământului și suprafața sa, estimată a fi între 0,3 ° și 0,5 ° pe an. 
Literatura actuală sugerează că o slăbire lentă a câmpului geomagnetic este una dintre mai multe cauze ale modificărilor granițelor anomaliei de la descoperirea sa. Pe măsură ce câmpul geomagnetic continuă să slăbească, centura interioară Van Allen se apropie de Pământ, cu o mărire proporțională a Anomaliei Sud Atlantice la altitudini date.     

## Efecte
Anomalia din Atlanticul de Sud are o mare importanță pentru sateliții astronomici și alte nave spațiale care orbitează Pământul la o distanță de câteva sute de kilometri; aceste orbite duc periodic sateliții prin anomalie, expunându-le la câteva minute de radiații puternice, cauzate de protonii prinși în centura interioară Van Allen. Stația spațială internațională, orbitând cu o înclinare de 51,6 °, necesită o protecție suplimentară pentru a rezolva această problemă. Telescopul spațial Hubble nu face observații astronomice în timp ce trece prin Anomalia Sud Atlantică. Astronauții sunt, de asemenea, afectați de această regiune, despre care se spune că este cauza unor "scântei" (fosfene), văzute în câmpul vizual al astronauților, un efect numit fenomenul vizual al radiației cosmice. Trecerea prin Anomalie este considerată  ca motiv pentru defecțiunile sateliților rețelei Globalstar în 2007. 

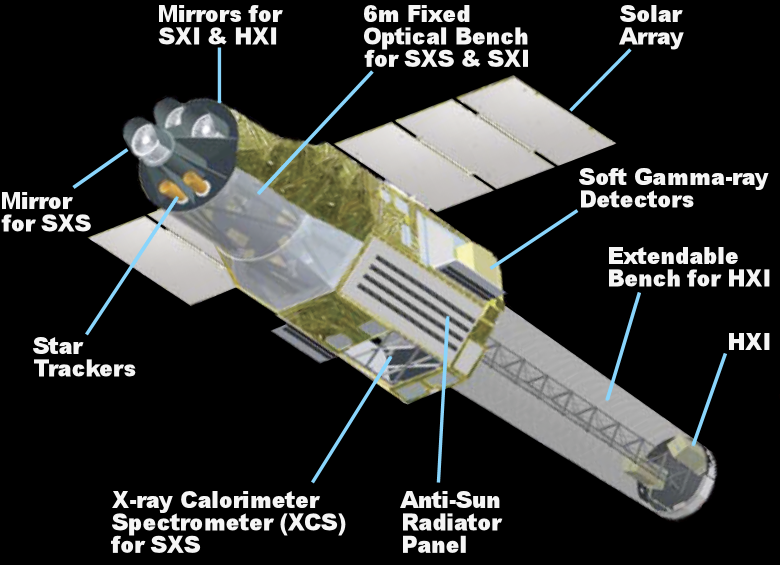
Astro-H sau Hitomi

Experimentul PAMELA, în timp ce trecea prin Anomalia Sud Atlantică, a detectat niveluri de antiproton care erau cu ordine de mărime superioare așteptărilor. Acest lucru sugerează că centura Van Allen limitează antiparticulele produse de interacțiunea atmosferei superioare a Pământului cu razele cosmice.
NASA a raportat că laptopurile moderne s-au prăbușit când zborurile Space Shuttle au trecut prin anomalie.
În octombrie 2012, nava spațială SpaceX CRS-1 Dragon atașată la Stația Spațială Internațională a experimentat o problemă tranzitorie, deoarece a trecut prin anomalie.
Anomalia Sud Atlantică se crede că a inițiat o serie de evenimente care au condus la distrugerea satelitului Hitomi, cel mai puternic observator de raze X din Japonia. Anomalia a dezactivat tranzitoriu un mecanism de determinare a direcției, determinând satelitul să se bazeze exclusiv pe giroscoape care nu funcționau corect, după care s-a desprins în mai multe obiecte care au căzut de pe orbită.

## Vezi si
- Inversarea geomagnetică
- Furtună geomagnetică
- Operația Argus
- Vremea spațială